# Monténégro démocratique
Pour les articles homonymes, voir Parti social-démocrate.
Monténégro démocratique (en monténégrin Demokratska Crna Gora/Демократска Црна Гора, en abrégé DCG) est un parti politique monténégrin fondé en 2015 à la suite d'une scission du Parti socialiste populaire du Monténégro.

## Historique
D'abord représenté par deux députés de l'opposition dont le président Aleksa Bečić, le parti obtient 8 sièges lors des élections législatives d'octobre 2016 et dirige les deux municipalité de Budva et de Kotor.
En mars 2018, les démocrates ont décidé de soutenir la candidature du candidat indépendant Mladen Bojanić lors de l'élection présidentielle d'avril 2018 qui arrive deuxième, derrière Milo Đukanović, avec 33,40% des voix.
En juillet 2020, le Monténégro démocratique a décidé d'entrer dans la grande coalition « La paix est notre nation » (MNN) avec Alliance démocratique (DEMOS), Nouvelle gauche (NL), Parti des retraités et handicapés unis (PUPI), ainsi que des candidats indépendants, comme l'homme politique libéral Vladimir Pavićević, ancien dirigeant du Monténégro. 
Lors des élections législatives d'août 2020, la coalition obtient dix sièges (neuf pour le DCG) soit 12,54 % des suffrages mais intègre un gouvernement de coalition avec deux autres formations d'opposition, les coalitions Pour le futur du Monténégro et le parti Action réformée unie.

## Présidents du DCG
| #            | Président | Âge    | Début         | Fin      |
| ------------ | --------- | ------ | ------------- | -------- |
| Aleksa Bečić |           | 1987 - | 19 avril 2015 | en cours |

## Résultats électoraux

### Élection présidentielle
| Année | Candidat       | Voix    | %     | Rang |
| ----- | -------------- | ------- | ----- | ---- |
| 2018  | Mladen Bojanić | 111 711 | 33,40 | 2e   |

### Élections législatives
| Année | Sièges | Votes  | %     | Rang | Gouvernement               |
| ----- | ------ | ------ | ----- | ---- | -------------------------- |
| 2016  | 8 / 81 | 38 327 | 10,01 | 4e   | Opposition                 |
| 2020  | 9 / 81 | 51 297 | 12,54 | 3e   | Soutien sans participation |
| 2023  | 9 / 81 | 37 777 | 12,50 | 4e   | Spajić                     |

## Note
1. ↑  Avec la coalition Aleksa et Dritan – Comptez sur la bravoure !.